# Slaget ved Køge
Slaget ved Køge den 29. august 1807 stod mellem engelske landtropper, der belejrede København, og det danske landeværn.
Da den engelske regering frygtede, at den stærke danske flåde skulle falde i Frankrigs hænder, fremsattes et ultimatum til den danske regering om udlevering af den danske orlogsflåde eller krig med England. Da kravet blev afvist, gik engelske tropper i land ved Vedbæk den 16. august og indledte belejringen af København.
Generalløjtnant Castenschiold beordredes til at oprette et "frikorps" og undsætte hovedstaden. Castenschiolds styrker koncentreredes omkring Roskilde og Lejre, medens general Oxholm sendtes sydpå for at aktivere det Søndre Sjællandske Landeværnsregiment. Castenschiold forskød til Køge den 26. august, og den 28. august ankom Oxholm med sine styrker. I alt rådede Castenschiold over ca. 7000 militssoldater, 600 ryttere og 13 kanoner.
Det engelske hovedkvarter ved København kendte til landeværnets mobilisering og beordrede den 27. august general Arthur Wellesley (senere 1. hertug af Wellington) til at finde og nedkæmpe det danske landeværn.
Slaget ved Køge bliver i øvrigt ofte i folkemunde kaldt "Træskoslaget", fordi de dårligt trænede og helt utilstrækkeligt udrustede bønder smed de tunge træsko under flugten fra de veldisciplinerede og veludrustede engelske soldater.

## Eksterne henvisning
- Den Danske Napoleonsforening: Slaget ved Køge 29. august 1807 – En guide til slagmarken [PDF] Arkiveret 6. december 2004 hos  Wayback Machine
- 200 års dagen for TRÆSKOSLAGET – 29. august 2007

55°27′00″N 12°11′00″Ø / 55.45°N 12.183333°Ø